# Barrage de Philadelphie
 (août 2011).
Le Barrage de Philadelphie (Philadelphia Barrage en anglais) est une équipe professionnelle de crosse, basée à Downingtown dans le Commonwealth de la Pennsylvanie. Depuis la saison 2001, l'équipe évolue dans la Major League Lacrosse et elle est actuellement dans la Conférence Est (Eastern Conference) après avoir été dans la American Division avant 2006. Elle avait joué comme Barrage de Bridgeport de 2001 à 2003 au The Ballpark at Harbor Yard (5 300 places) à Bridgeport (Connecticut).
Quoique le nom de Barrage ait été employé la première fois à Bridgeport, il représente également l'histoire navale de Philadelphie. L'United States Navy et le Corps des Marines des États-Unis ont été constitués en 1775 au Philadelphia Navy Yard. 

## Histoire
L'équipe avait jouée à Bridgeport dans le Connecticut de la saison 2001 à la saison 2003 et a été replacée dans la banlieue de Philadelphie à Villanova en 2004. De leur mouvement initial vers Philadelphie, pour la saison 2004, jusqu'à la saison 2006, l'équipe a joué au Villanova Stadium (12 500 places), qui est situé sur le campus de Villanova University. Elle avait précédemment joué au The Ballpark at Harbor Yard de Bridgeport (Connecticut) ou fut organisé le premier Match des étoiles de la Major League Lacrosse en 2001. Le Barrage de Philadelphie a atteint la finale pour la première fois en 2004 et a gagné la Coupe Steinfeld contre les Cannons de Boston. Le Barrage a de nouveau remporter la finale et gagné la coupe en 2006 en écrasant les Outlaws de Denver. Pour la saison 2007, l'équipe s'est déplacée au United Sports Training Center à Downingtown, Pennsylvanie.

## Effectif actuel
| Barrage de Philadelphie 2007 | Barrage de Philadelphie 2007 | Barrage de Philadelphie 2007 | Barrage de Philadelphie 2007 | Barrage de Philadelphie 2007 | Barrage de Philadelphie 2007 | Barrage de Philadelphie 2007 |
| Numéro                       | Nom                          | Position                     | Date de naissance            | Taille                       | Poids                        |                              |
| ---------------------------- | ---------------------------- | ---------------------------- | ---------------------------- | ---------------------------- | ---------------------------- | ---------------------------- |
| 3                            | Colsey, Roy                  | Midfield                     | 7/29/1973                    | 6 ft 1 in                    | 195 lb                       |                              |
| 4                            | Horsey, Bobby                | Midfield                     | 10/17/1978                   | 5 ft 10 in                   | 205 lb                       |                              |
| 6                            | Dougherty, Brian             | Goal                         | 12/10/1973                   | 6 ft 1 in                    | 202 lb                       |                              |
| 7                            | Sweeney, Kyle                | Defense                      | 4/5/1981                     | 6 ft 2 in                    | 190 lb                       |                              |
| 8                            | Corno, Andy                  | Midfield/FO                  | 00/00/00                     | 5 ft 9 in                    | 195 lb                       |                              |
| 9                            | Striebel, Matt               | Midfield                     | 1/12/1979                    | 6 ft 1 in                    | 190 lb                       |                              |
| 10                           | Springer, Michael            | Attack                       | 8/4/1979                     | 6 ft 3 in                    | 220 lb                       |                              |
| 11                           | Lyons, Shaun                 | Midfield                     | 3/14/1982                    | 6 ft 0 in                    | 208 lb                       |                              |
| 13                           | Prossner, Jed                | Attack                       | 8/18/1983                    | 6 ft 2 in                    | 190 lb                       |                              |
| 14                           | Boyle, Ryan                  | Attack                       | 11/21/1981                   | 5 ft 11 in                   | 180 lb                       |                              |
| 15                           | Moyer, Brett                 | Defense                      | 1/1/1984                     | 6 ft 1 in                    | 183 lb                       |                              |
| 16                           | Keenan, Kevin                | Goal                         | 6/20/1977                    | 6 ft 1 in                    | 220 lb                       |                              |
| 17                           | Cannon, Peter                | Midfield                     | 1/23/1984                    | 5 ft 10 in                   | 175 lb                       |                              |
| 21                           | Motta, Jason                 | Midfield                     | 6/10/1979                    | 5 ft 10 in                   | 180 lb                       |                              |
| 22                           | Smith, Justin                | Midfield                     | 11/29/1982                   | 5 ft 10 in                   | 165 lb                       |                              |
| 24                           | Ceglia, Joe                  | Defense                      | 6/12/1978                    | 5 ft 8 in                    | 195 lb                       |                              |
| 27                           | Achenbach, Colin             | Attack                       | 10/11/1983                   | 6 ft 1 in                    | 185 lb                       |                              |
| 31                           | McKinney, Billy              | Defense                      | 00/00/00                     | 0 ft 0 in                    | 0 lb                         |                              |
| 33                           | Young, Marc                  | Midfield                     | 5/5/1982                     | 5 ft 10 in                   | 181 lb                       |                              |
| 34                           | Knight, Doug                 | Attack                       | 00/00/00                     | 0 ft 0 in                    | 0 lb                         |                              |
| 41                           | Polanco, Armando             | Defense                      | 4/27/1976                    | 6 ft 2 in                    | 238 lb                       |                              |
| 42                           | Gregg, Eric                  | Goal                         | 00/00/00                     | 0 ft 0 in                    | 0 lb                         |                              |
| 43                           | Kuczma, Brian                | Defense                      | 3/15/1975                    | 5 ft 10 in                   | 190 lb                       |                              |
| 44                           | Zash, Matt                   | Midfield                     | 10/18/1983                   | 5 ft 11 in                   | 190 lb                       |                              |
| 91                           | Spallina, Brian              | Defense                      | 5/1/1978                     | 5 ft 11 in                   | 215 lb                       |                              |

- mise à jour 21/05/2007

## Entraîneurs
- Ted Garber, 2001
- Sal LoCascio,  2002 à 2004
- Tony Resch, 2005 à 2088
- Spencer Ford, depuis 2020